# Ruínas de São Paulo

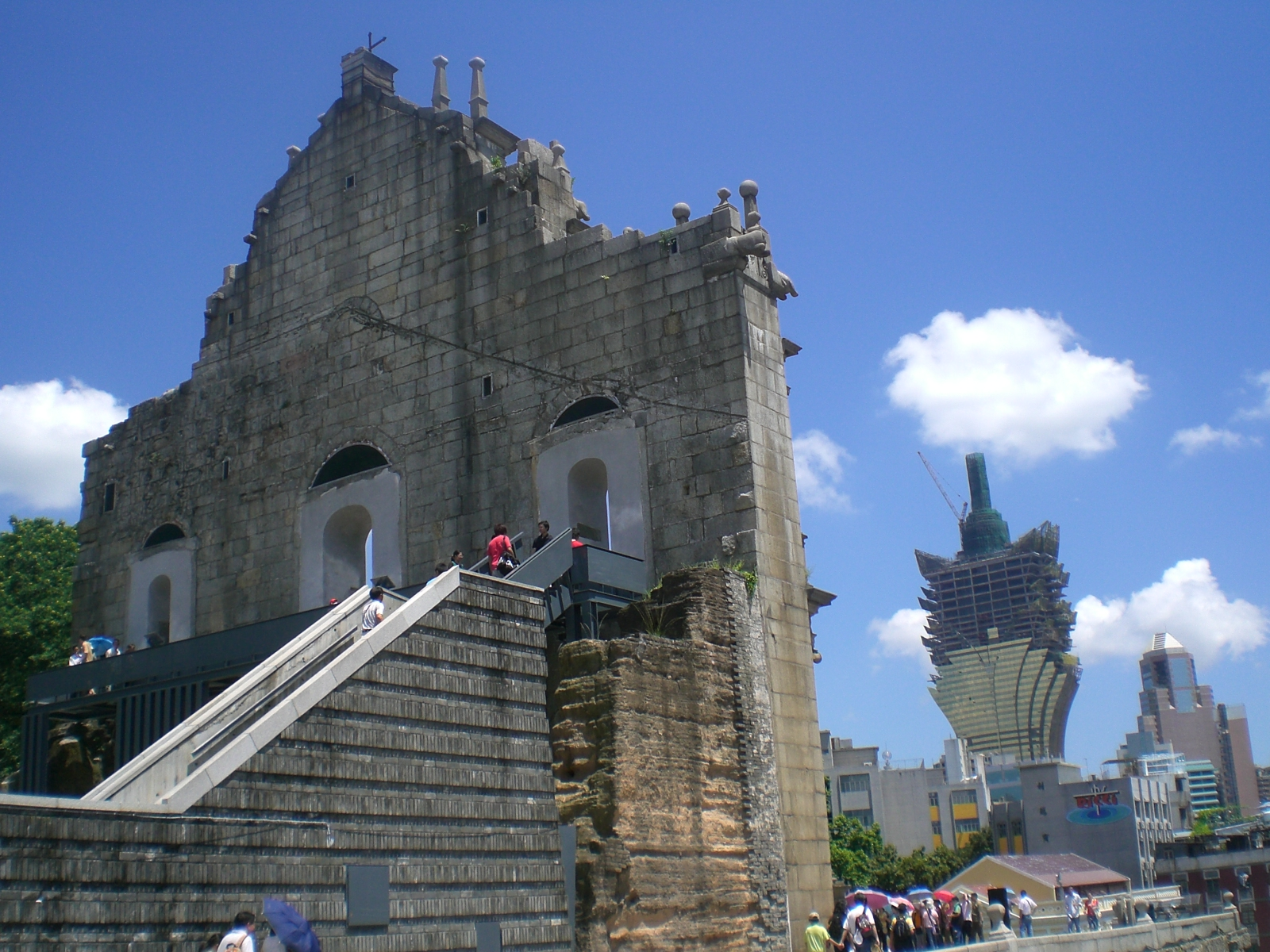
Achterkant van de voorgevel met de trappen voor bezoekers

De Ruínas de São Paulo (Ruïnes van de Sint-Paulus) zijn de overblijfselen van de katholieke kathedraal in Macau die gewijd was aan de heilige Paulus en Moeder Gods en van het Sint-Pauluscollege. Deze ruïnes zijn in 2005 als Historisch centrum van Macau door UNESCO toegevoegd aan de Werelderfgoedlijst.
De Sint-Pauluskathedraal werd tussen 1582-1602 gebouwd door Jezuïeten. Het was destijds een van de grootste katholieke kerken in Azië. Hier lagen christelijke martelaren uit Japan en de stichter van het Sint-Pauluscollege (Alessandro Valignano) begraven. Het gebouw werd verwoest door vuur tijdens een tyfoon in 1835. Alleen de voorgevel van de kerk bleef overeind.
De ruïnes zijn een belangrijke toeristische trekpleister. De voorgevel is verstevigd met staal en cement en toeristen kunnen op de stalen trappen achter de voorgevel lopen. De ruïnes zijn onder andere bereikbaar door de stenen trappen in de richting van de oude ingang van de kathedraal. Op de trappen zijn er veel marskramers die souvenirs, kinderspeelgoed en knalerwten verkopen. Toeristen proberen muntjes door het bovenste raam te gooien. Dit volksgebruik zou geluk brengen.
Bij de jaarlijkse katholieke processie van Macau worden de heiligenbeelden over de stenen trappen gedragen.
- Library of Congress Control Number: n2004140716
- Virtual International Authority File: 136248299